# Championnat des îles Vierges britanniques de football 2018
Navigation
Édition précédente Édition suivante
La saison 2018 du championnat des îles Vierges britanniques de football est la septième édition de la BVIFA Football League, le championnat de première division des îles Vierges britanniques. Les neuf formations engagées sont réunies au sein d'une poule unique où elles s'affrontent à deux reprises. 
Le Islanders FC, sextuple tenant du titre, ne parvient pas à remporter un septième championnat consécutif et c'est finalement One Love United qui est sacré champion des îles Vierges britanniques pour la première fois de son histoire.

## Les équipes participantes
| \| Road Town : Islanders FC Old Madrid One Love United Panthers FC Rebels FC Wolues FC Spanish Town : FC Sea Argo Sugar Boys Virgin Gorda United Road Town Spanish Town \| Localisation des équipes engagées. |
| Road Town : Islanders FC Old Madrid One Love United Panthers FC Rebels FC Wolues FC Spanish Town : FC Sea Argo Sugar Boys Virgin Gorda United Road Town Spanish Town                                          |

| Équipe              | Classement 2016-2017 | Ville        | Stade                          |
| ------------------- | -------------------- | ------------ | ------------------------------ |
| Islanders FC        | Champion             | Road Town    | Sherly Ground                  |
| Sugar Boys          | 2e                   | Spanish Town | Virgin Gorda Recreation Ground |
| Rebels FC           | 3e                   | Road Town    | Sherly Ground                  |
| One Love United     | 4e                   | Road Town    | Sherly Ground                  |
| Wolues FC           | 5e                   | Road Town    | Sherly Ground                  |
| Old Madrid          | 6e                   | Road Town    | Sherly Ground                  |
| Panthers FC         | 7e                   | Road Town    | Sherly Ground                  |
| Virgin Gorda United | 8e                   | Spanish Town | Virgin Gorda Recreation Ground |
| FC Sea Argo         | Nouvelle équipe      | Spanish Town | Virgin Gorda Recreation Ground |

Légende des couleurs
- Tenant du titre
- Nouvelle équipe

## Compétition
Le barème de points servant à établir le classement se décompose ainsi :
- Victoire : 3 points
- Match nul : 1 point
- Défaite : 0 point

### Classement
Pour une raison inconnue, la rencontre entre One Love United et Islanders FC est déclarée nulle et n'est pas rejouée.
| Rang | Équipe              | Pts | J  | G  | N | P  | Bp | Bc | Diff |
| ---- | ------------------- | --- | -- | -- | - | -- | -- | -- | ---- |
| 1    | One Love United     | 40  | 15 | 13 | 1 | 1  | 48 | 19 | +29  |
| 2    | Sugar Boys FC       | 34  | 16 | 11 | 1 | 4  | 51 | 19 | +32  |
| 3    | Islanders FC T      | 32  | 15 | 10 | 2 | 3  | 34 | 10 | +24  |
| 4    | Wolues FC           | 25  | 16 | 8  | 1 | 7  | 46 | 30 | +16  |
| 5    | Panthers FC         | 23  | 16 | 7  | 2 | 7  | 37 | 23 | +14  |
| 6    | Rebels FC           | 19  | 16 | 6  | 1 | 9  | 22 | 36 | -14  |
| 7    | Old Madrid FC       | 18  | 16 | 5  | 3 | 8  | 29 | 36 | -7   |
| 8    | Virgin Gorda United | 8   | 16 | 2  | 2 | 12 | 14 | 41 | -27  |
| 9    | FC Sea Argo (N)     | 7   | 16 | 2  | 1 | 13 | 18 | 85 | -67  |

|  | Champion des îles Vierges britanniques 2018 |
|  | T : Tenant du titre (N) : Nouvelle équipe   |

## Statistiques

### Buteurs
Ce tableau reprend le classement des meilleurs buteurs de l'édition 2018 du championnat.
| Rang | Nom            | Équipe          | Buts |
| 1    | Richard Morgan | One Love United | 15   |
| 2    | Derol Redhead  | Sugar Boys      | 13   |
| 3    | Xavier John    | Old Madrid      | 11   |

## Bilan de la saison
| Championnat des îles Vierges britanniques de football 2018 |                             |
| Champion                                                   | One Love United (1er titre) |
| Dauphin                                                    | Sugar Boys                  |
| Qualifications continentales                               |                             |
| Caribbean Club Shield 2019                                 | Aucun inscrit               |